# Tamás Máté
Tamás Máté (* 17. Dezember 1998) ist ein ungarischer Sprinter.

## Sportliche Laufbahn
Erste internationale Erfahrungen sammelte Tamás Máté im Jahr 2017, als er bei den U20-Europameisterschaften in Grosseto im 100-Meter-Lauf mit 10,79 s im Halbfinale ausschied und über 200 Meter in 21,51 s den achten Platz belegte. Zudem trat er auch mit der ungarischen 4-mal-100-Meter-Staffel an, erreichte dort in 41,10 s aber nicht das Finale. 2021 startete er im 60-Meter-Lauf bei den Halleneuropameisterschaften in Toruń und schied dort mit 6,78 s in der ersten Runde aus.
2018 wurde Máté ungarischer Meister in der 4-mal-100-Meter-Staffel sowie 2020 im 100- und 200-Meter-Lauf. Zudem wurde er 2018 und 2020 Hallenmeister über 200 Meter sowie 2021 in der 4-mal-400-Meter-Staffel.

## Persönliche Bestzeiten
- 100 Meter: 10,46 s (+0,3 m/s), 8. Juni 2019 in Budapest
  - 60 Meter (Halle): 6,73 s, 20. Februar 2021 in Budapest
- 200 Meter: 20,86 s (+1,6 m/s), 1. August 2020 in Budapest
  - 200 Meter (Halle): 21,31 s, 23. Februar 2020 in Budapest